# Trichotheristus paramirabilis
Trichotheristus paramirabilis är en rundmaskart som först beskrevs av Gerlach 1955.  Trichotheristus paramirabilis ingår i släktet Trichotheristus och familjen Monhysteridae. Inga underarter finns listade i Catalogue of Life.